# Prélude à Verdun
Prélude à Verdun est un roman de Jules Romains paru en 1938.

## Historique
Prélude à Verdun est le quinzième volume de la suite romanesque écrite par Jules Romains, Les Hommes de bonne volonté, publié en 1938.

## Résumé
À l'automne 1915, les peuples, partis dans l'enthousiasme pour une guerre courte et brillante, constatent l'échec des premières offensives et voient peu à peu s'imposer à eux les idées de durée, de patience, de « dernier quart d'heure ». Les Hauts Commandements cherchent des moyens nouveaux de percer le mur ennemi. Avec l'impuissance des chefs et le découragement des hommes, la guerre prend son caractère de guerre d'usure.

À la tête de sa compagnie, Jerphanion remonte en ligne sur le front de Champagne et Clanricard, à Vauquois, subit la guerre des mines.

Comme deux députés de la Commission de l'Armée, Galliéni s'inquiète au sujet de Verdun. Après une inspection de la Région Fortifée, ils repartent rassurés par l'État-Major quant à l'imminence d'une attaque allemande.

Le 21 février, vers 7 heures 15, du côté des Hauts-de-Meuse, les gens de Vauquois entendent un grondement énorme...

## Éditions
- Éditions Flammarion, 1938.